# 에식스솔루션즈
에식스솔루션즈(영어: Essex Solutions)는 LS그룹 산하의 미국 계열사로, 코일 전선 제조 기업이다.

## 역사
1930년 설립된 에식스를 모태로, 2008년 LS그룹이 1조 원을 투자해 미국 나스닥 상장사를 인수, 상장 폐지 후 100% 지분을 확보했다.
2020년, 일본 후루카와 전기와 합작하여 에식스 후루카와 마그넷 와이어를 설립하였다.
2024년 SPSX가 후루카와 지분 39% 인수 후 에식스솔루션즈로 상호를 변경하였다.